# 농예화학
농예화학(agricultural chemistry), 농업화학, 농화학은 화학, 특히 농업과 관련된 유기화학과 생화학을 연구하는 학문이다. 여기에는 농업 생산, 암모니아 비료 사용, 살충제, 식물 생화학을 사용하여 작물의 유전자를 변형시키는 방법이 포함된다. 농예화학은 별개의 학문이 아니라 유전학, 생리학, 미생물학, 곤충학 및 농업에 영향을 미치는 수많은 다른 과학을 하나로 묶는 공통의 끈이다.
농예화학은 농작물과 가축의 생산, 보호 및 사용과 관련된 화학 성분과 반응을 연구한다. 응용 과학 및 기술 측면은 수율 증가 및 품질 향상을 지향하며 여러 장단점이 있다.

## 같이 보기
- 농학
- 비료
- 농약